# Federico Platania
Federico Platania (Roma, 1971) è uno scrittore italiano.

## Biografia
Esordisce con scritti su riviste letterarie (Fernandel, Storie) già nella seconda metà degli anni Novanta.
Un buon riconoscimento di critica lo ottiene nel 2006 per il suo libro d'esordio, Buon Lavoro. Dodici storie a tempo indeterminato, una raccolta di racconti edita dalla casa editrice Fernandel, per i cui tipi segue, nel 2008, il romanzo Il primo sangue.
In entrambe queste opere, l'attenzione a temi sociali e di attualità è sviluppata attraverso un linguaggio essenziale combinato però con accenti visionari.
Nel 2003 dà vita al sito www.samuelbeckett.it, il primo portale italiano dedicato a Samuel Beckett che in breve tempo diventa punto di riferimento per studiosi, artisti e appassionati del grande autore irlandese.
Nello stesso anno, fonda, insieme ad altri scrittori (tra cui Michele Governatori), poeti e cosiddetti "lettori forti", il gruppo letterario I libri in testa, dal quale esce nel 2008.

## Opere
- Buon lavoro. Dodici storie a tempo indeterminato, racconti, Fernandel, 2006.  ISBN 88-87433-66-6
- Il primo sangue, romanzo, Fernandel, 2008.  ISBN 978-88-87433-89-0
- Bambini esclusi, romanzo, Fernandel, 2012. ISBN 978-88-95865-61-4
- Il Dio che fa la mia vendetta, romanzo, Gallucci, 2013. ISBN 978-88-61455-61-0
- Le resurrezioni, romanzo, Antonio Tombolini Editore, 2018, ISBN 9788893372701
- La distanza del cielo. Un atlante beckettiano, romanzo, Fernandel, 2021, ISBN 9788832207286
- Arcipelago familiare, romanzo, Fernandel, 2024, ISBN 9788832207781